# Clueser Beeke
Die Clueser Beeke ist ein rechter Nebenbach der Hache im Stadtteil Heiligenfelde der Stadt Syke im Landkreis Diepholz.
Der Bach ist nach der ehemals selbständigen Gemeinde Clues benannt, welche 1967 nach Heiligenfelde eingemeindet wurde, welches 1974 Stadtteil von Syke wurde.
Früher wurde angenommen, dass das Wasser der Quelle Heilwirkung habe.

## Verlauf
Der Bach entspringt in Clues westlich der Bundesstraße 6. Von dort fließt er in einem schluchtartigen bewaldeten Tal, in dem er teils zu einem Teich aufgestaut ist, nach Westnordwesten, bis er schließlich in die Hache mündet.